# مالک بن تیهان
ابوالهیثم بن تَیِّهان یکی از صحابیون محمد است و از یاران علی بود.

## نام و تبار
ابن تیهان از اصحاب محمد و گروه انصار و نقیبان ۱۲ گانه، و از یاران علی و کشتگان جنگ صفین است. اطلاع از زندگانی او، کم و نام و نسبش، به اختلاف و عناوین گوناگونی در تاریخ است. به نقل اکثر مورخین، معروفترین نام او، «مالک» نام پدرش: «تیهان»، که با چند نسب به «قضاعه» می‌رسد. هرچند که نظر مخالفی هم در نسب او هست و می‌گوید او از قبیله «اوس» می‌باشد. (طبقات ابن سعد) ولی بعضی نام پدرش را «مالک» و «تیهان» را، لقب «ابوالهیثم» می‌دانند و او به «ابن تیهان» نیز مشهور است. همچنین بیشتر منابع، او را از «قبیله اوس»، از تیره بنی زعورا، از «عبدالاشهل» گفته و برخی دیگر: او را از قبیله «بلی بن مالک» و هم پیمان «بنی عبدالاشهل» می‌دانند. نام مادرش: لیلی (ام مالک)، از قبیله بلی… قضاعه که دختر «عتیک» بود. برادرش: عبید و به نقلی دیگر «عتیک»، که از انصار پیامبر و در جنگهای بدر و احد شرکت کرده و در جنگ احد، کشته شد.

## اسلام آوردن ابن تیهان
ابن تیهان قبل از اسلام موحد و یکتاپرست بود. در زمان ظهور دین اسلام وقتی اخبار محمد به گوشش رسید، اسلام آورد و برادرش نیز اسلام آورد و در جنگ بدر کشته شد.
ابوالهیثم، قبل از اسلام، یعنی در دوره جاهلیت، از شرک و بت‌پرستی دوری می‌کرد و همیشه قائل به توحید و یکتاپرستی بود و با «اسعد بن زراره»، جزو اولین کسانی از انصار بودند که در مکه به پیغمبر ایمان آورده و جزو هشت نفری بودند که قبل از قوم خود، در مکه آنحضرت را ملاقات کرد و مسلمان شده و به مدینه برگشت و اسلام خود را آشکار کرد. پیامبر خدا، میان او و «عثمان بن مظعون»، عقد برادری بست، (بعد از هجرت) «ابوالهیثم» در گروه آن دسته از انصاری بود که در هر دو «بیعت عقبه» شرکت و با پیغمبر خدا، دست یاری داد. خود ابن تیهان از شیعیان خالص علی است.

## دوران زمان خلفا
بیشتر سیره نویسان، بر اینکه ابن تیهان جزو نقیبان (نمایندگان) دوازده‌گانه بوده و در بین بیعت کنندگان از انصار که برای نشر اسلام، انتخاب شده بود، اتفاق نظر دارند.
این صحابی در جنگ‌های «بدر»، «احد»، «خندق»، و دیگر غزوات، در رکاب پیامبر اسلام بود و رسول خدا، میان او و «عثمان بن مظعون» عقد برادری بست.
پیامبر، بعد از کشته شدن «عبدالله بن رواحه» در جنگ «موته»، او را برای سنجش محصول خرمای منطقه فدک، که بخشی از خیبر بود و پرداخت سهم یهودیان از آن محصول، مأموریت داد.
شیخ صدوق، روایتی را از امام صادق علیه السلام نقل کرده که آنحضرت فرمود:
مؤمنانی بودند که بعد از رحلت پیامبر اکرم تغییر نکردند و دین خود را تبدیل ننمودند و لذا دوستی این مؤمنان واجب است و «ابوهیثم تیهان» یکی از آنهاست. (سیمای کارگزاران - ۱ ص/ ۱۲۵)
به نقل از «شیخ صدوق» ابوالهیثم، از مخالفان خلافت ابوبکر بود. پس از پیغمبر، ابوبکر، در زمان خودش برای او پیغام داد تا همان مأموریت محصول خرما در زمان پیامبر را انجام دهد ولی او قبول نکرد و گفت: من برای اجرای فرمان پیامبر خدا، آن کار را انجام می‌دادم و وقتی برمی‌گشتم، آنحضرت برای من دعا می‌فرمود.
در منابعی گفته شده، او در زمان عمربن الخطاب، با چند نفر دیگر برای صلح «فدک»، نزد یهودیان فرستاده شد از وضع حال «ابوالهیثم» در زمان عثمان، اطلاعی در دست نیست. اما بعد از کشته شدن (به نقل از دائره المعارف) او، نامش، جزء کسانی است که تمایل به خلافت علی بن ابیطالب داشته و سرانجام با آنحضرت بیعت کرده و از حامیان ولایت و امامت ایشان بود و می‌گفت: به درستی که امام ما و ولی ما و وصی رسول خداست. (خلفا ۲/ص ۲۱۶)

## عقد اخوت
پیغمبر اسلام بین ابن تیهان و عثمان بن مظعون عقد اخوت خواند.

## مرگ
ابن تیهان با امام علی در جنگ جمل شرکت نمود و در جنگ صفین هم، لشگریان عراق را تشویق به جنگ و سپاهیان را صف آرایی کرده‌است. البته این مطلب را، «ابن ابی الحدید» از «نصر بن مزاحم» در تاریخ آورده‌است. اگرچه در نسخه‌های کنونی کتاب او، دیده نمی‌شود ولی مرثیه‌ای برای ابوالهیثم در کتاب نصر بن مزاحم، در بین کشته شدگان جنگ صفین، حاکی از افتادگی‌هایی در نسخه‌های موجود کتاب می‌باشد. از این گذشته، احتمال کشته شدن او در صفین در برخی از اقوال، چون شیخ عباس قمی و بلاذری و «ابن حجر»، شاهد بر همین مطلب است که او در این پیکار حضور داشته و بعد از عمار یاسر، کشته شده و در کتاب نهج البلاغه، خطبه ۱۸۲، سخنی از علی بن ابیطالب است که نشان از، حزن و اندوه امام علی است بر مرگ او، که احتمالاً سال ۳۸ هـ. ق می‌باشد.
با همه این احوال، بعضی از مورخین، حضور او در صفین را نادرست می‌دانند و گفته‌اند که: حدود سال ۲۰ هـ. ق، در مدینه در ایام خلافت عمر بن الخطاب، از دنیا رفته‌است.
این صحابه بزرگ، از پیامبر حدیث روایت کرده‌است؛ و شیخ کلینی نیز، حدیثی به نقل او از حضرت علی آورده و اشعاری به او، نسبت داده‌اند.

## درنهج البلاغه
علی بن ابی طالب در خطبه‌ای از کشته شدن ابن تیهان اظهار تاسف می‌کند و از نداشتن یارانی به مانند او غصه می‌خورد:أین عمّار، أین ابن تیهان، أین ذُوالشهادتین؟